# Slînkiv Iar, Dîkanka
Slînkiv Iar (în ucraineană Слиньків Яр) este un sat în comuna Stasi din raionul Dîkanka, regiunea Poltava, Ucraina.

## Demografie
Componența lingvistică a localității Slînkiv Iar
     Ucraineană (100%)
Conform recensământului din 2001, toată populația localității Slînkiv Iar era vorbitoare de ucraineană (100%).